# KkStB Cv sorozat
A kkStB Cv egy keskenynyomközű szertartályosgőzmozdony-sorozat volt az osztrák Császári és Királyi Osztrák Államvasutaknál (k.k. Staatsbahnen Österreichs, kkStB).
A kkStB vásárolt két négycsatlós mozdonyt a Bukowinaer Lokalbahnen (1908) és a Neue Bukowinaer Lokalbahn (1912) számára. A mozdonyok a Cv sorozatot képezték. Az első két mozdonynak neve is volt: Janosz és Grigorcea. A sorozat neve (Cv) az első honállomás (Czudin) nevének kezdőbetűje és a v utalás a kompaund gépezetre (németül: Verbundlokomotive).
Az első világháború után a Bukowinaer Lokalbahnen két mozdonya (Cv1, Cv2) a KV műhelyébe Stryjbe került, míg a másik kettő a PKP-hoz került a  D8 sorozatába  D8-811-812 pályaszámok alá. A két PKP gépet 1939-ben a Német Birodalmi Vasút (Deutsche Reichsbahn, DRB) a 99,2561-2562 pályaszámúakra számozta át.

## Fordítás
Ez a szócikk részben vagy egészben  a   kkStB Cv című német Wikipédia-szócikk fordításán alapul.  Az eredeti cikk szerkesztőit annak laptörténete sorolja fel. Ez a jelzés csupán a megfogalmazás eredetét és a szerzői jogokat jelzi, nem szolgál a cikkben szereplő információk forrásmegjelöléseként.